# 奥高勃佐尔格清真寺
奥高‧勃佐尔格清真寺（波斯語：‎ Masjed-e Āghā Bozorg)是伊朗伊斯法罕省卡尚的一座历史悠久的清真寺。该清真寺由Ustad Haj Sa'ban-ali建于18世纪。该清真寺和经学院位于城市中心。
奥高‧勃佐尔格清真寺被誉为“卡尚最好的伊斯兰建筑群，以及19世纪中叶最好的伊斯兰建筑群之一”。 它以对称设计著称。

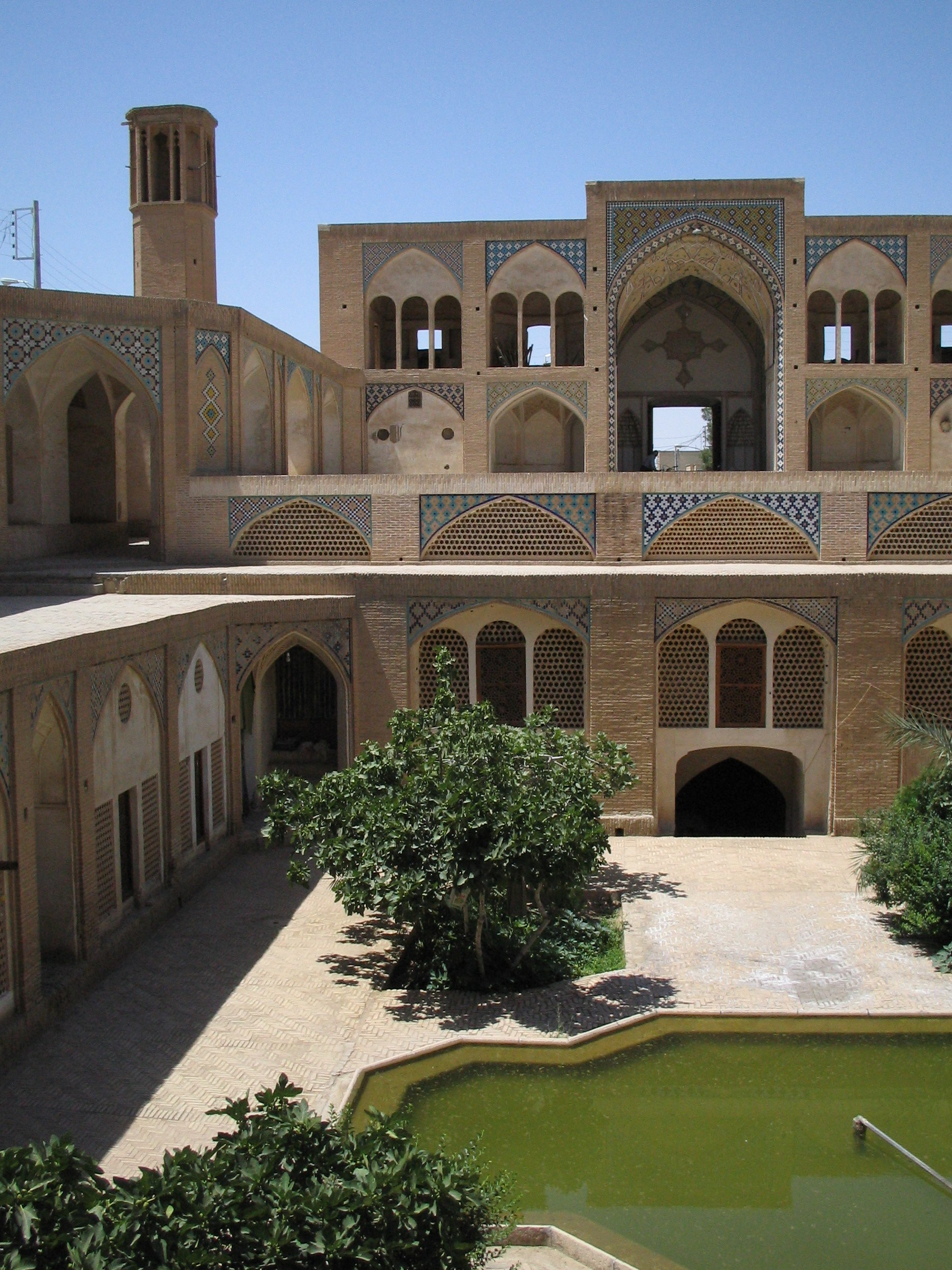
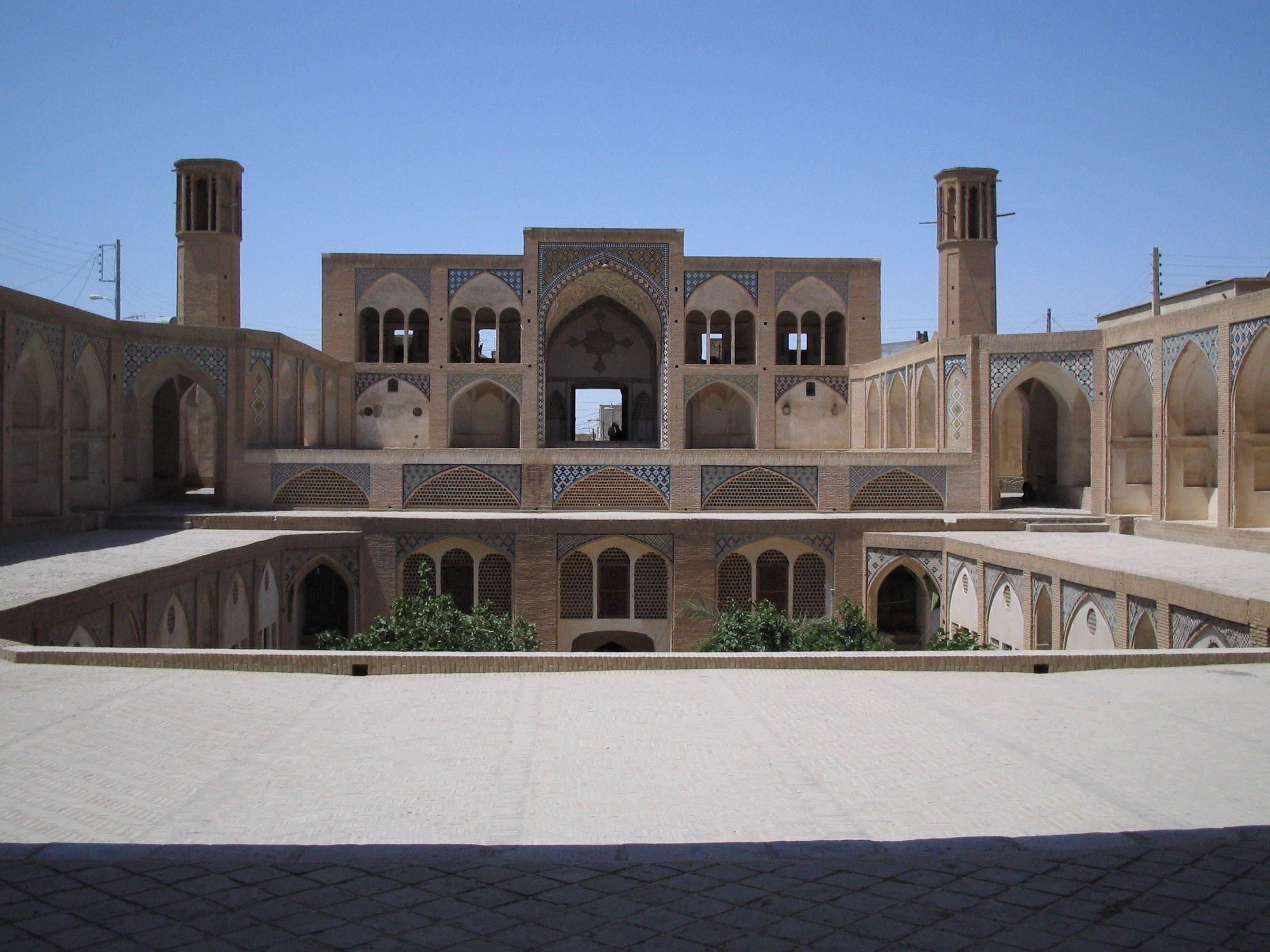